# Teucholabis glabripes
Teucholabis glabripes är en tvåvingeart som beskrevs av de Meijere 1913. Teucholabis glabripes ingår i släktet Teucholabis och familjen småharkrankar. Inga underarter finns listade i Catalogue of Life.